# Ustawa o monopolu loteryjnym (II RP)
Ustawa o monopolu loteryjnym (II RP) – regulacja prawna pozwalająca na prowadzenie wszelkiego rodzaju loterii, która stanowiły wyłączny przywilej Państwa.

## Powołanie monopolu
Na podstawie ustawy z 1936 r. o monopolu loteryjnym ustawiono monopol. Ustawa powstała w miejsce zniesionej ustawy z 1920 r. o Polskiej Państwowej Loterii Klasowej, w której ustalono że organizowanie i prowadzenie wszelkiego rodzaju loterii na obszarze Rzeczypospolitej jest monopolem Państwa.
W rozporządzenie Ministra Skarbu z 1937 r. w sprawie wykonania ustawy o monopolu loteryjnym określono procedury przy organizacji loteriach fantowych i loteriach klasowych. Z kolei zarządzeniem Ministra Skarbu z 1937 r. nadano statut przedsiębiorstwu Polski Monopol Loteryjny.
Wykonanie ustawy powierzono Ministrowi Skarbu.

## Pojęcie loterii
Za loterię w rozumieniu ustawy uważano grę losową prowadzoną według z góry określonych warunków. Minister Skarbu w porozumieniu z Ministrem Spraw Wewnętrznych decydował jaka grą jest loterią w rozumieniu ustawy.
Władze skarbowe po porozumieniu się z władzami administracji ogólnej zezwalali na urządzanie jednorazowych loterii fantowych na cele dobroczynności lub użyteczności publicznej.

## Uprawnienia Ministra Skarbu
Minister Skarbu określał w drodze rozporządzeń:
- wysokość opłaty monopolowej od takich loterii,
- przedmioty, które nie mogą stanowić wygranych w loteriach fantowych,
- inne warunki pod jakimi zezwolenia na urządzanie loterii były udzielane,
- właściwość władz powołanych do udzielania zezwoleń na urządzanie loterii fantowych.

Wszelka działalność loterii zagranicznych na obszarze Rzeczypospolitej, współudział w tej działalności oraz nabywanie, zbywanie i posiadanie losów loterii zagranicznych były zabronione.
Ponadto zabraniano:
- sprzedaży losów loteryjnych na raty lub na dniówki,
- sprzedaży samych możliwości wygrania na poszczególne losy loteryjne (szans),
- premiowania losami loteryjnymi innych transakcji.

## Powołanie  Polskiego Monopolu Loteryjnego
Mocą ustawy powołano Polski Monopol Loteryjny. Minister Skarbu był naczelną władzą  Monopolu. Bezpośredni zarząd przedsiębiorstwem sprawował dyrektor [Polskiego Monopolu Loteryjnego podporządkowany Ministrowi Skarbu.
Polski Monopol Loteryjny posiadał samoistną osobowość prawną z siedzibą w Warszawie i prowadzony był na zasadach handlowych.
Polski Monopol Loteryjny na warunkach określonych przez Ministra Skarbu, prowadził swoje zakłady na całym obszarze Państwa.

## Majątek Monopolu
Polski Monopol Loteryjny przejął  na własność cały majątek ruchomy Skarbu Państwa, pozostający dotychczas w użytkowaniu przedsiębiorstwa "Polska Państwowa Loteria Klasowa".   
Polski Monopol Loteryjny był wolny od wszelkich danin publicznych z wyjątkiem: 
- opłat na rzecz Państwowego Funduszu Drogowego,
- podatków komunalnych od gruntów i budynków,
- opłat komunalnych od przeniesienia własności nieruchomości,
- zakwestionowanych weksli, plakatów i anonsów,
- innych podatków komunalnych.

## Uprawnienia Monopolu
Polski Monopol Loteryjny miał prawo ściągać swoje należności, wynikające z tytułu prowadzenia loterii, w trybie egzekucji administracyjnej, przewidzianej dla władz skarbowych przy egzekucji podatków bezpośrednich.
Polski Monopol Loteryjny miał prawo z pierwszeństwem przed innymi wierzycielami pokrywać swoje należności
Polski Monopol Loteryjny pokrywał swoje wydatki z własnych dochodów i funduszy.

## Gospodarka Monopolu
Polski Monopol Loteryjny prowadził swoją  gospodarkę na podstawie rocznego planu finansowo-gospodarczego, który wchodził do ogólnego budżetu państwowego. Bilans i rachunek zysków i strat zatwierdzał Minister Skarbu.
Minister Skarbu przeznaczał pewien odsetek czystego zysku na nagrody pieniężne, zapomogi i cele opieki dla pracowników Polskiego Monopolu Loteryjnego i współdziałających z nim organów skarbowych.

## Prowadzenie loterii
Minister Skarbu zatwierdzał plany prowadzonych przez Monopol loterii i sposób ich rozgrywania oraz określał wysokość opłaty monopolowej na rzecz Skarbu Państwa.   
Wygrane na loteriach prowadzonych przez Polski Monopol Loteryjny, nie podlegały żadnym potrąceniom poza przewidzianymi w planach i były wolne od wszelkich podatków i opłat państwowych oraz samorządowych.
Wygrane wypłacano okazicielowi oryginalnego dowodu, stwierdzającego udział w grze loteryjnej. Wygrane na prowadzonych przez Polski Monopol Loteryjny loteriach do czasu ich podjęcia nie mogły być przedmiotem zabezpieczenia, zastawu, zajęcia i egzekucji.
Sprzedaż losów dokonywana była przez samo przedsiębiorstwo lub za pośrednictwem sprzedawców.